# Modulacja (muzyka)
Modulacja – proces zachodzący na dłuższej przestrzeni dzieła muzycznego utrzymanego w systemie tonalnym, dający w wyniku przemieszczenie centrum tonalnego. Jest to tożsame ze zmianą tonacji.
Ze względu na sposób przemieszczenia centrum tonalnego wyróżnia się zasadniczo dwa typy modulacji:
- przesunięcie modulacyjne
- modulację właściwą

## Przesunięcie modulacyjne
Polega ono na nagłej zmianie centrum tonalnego, niepoprzedzonej akordami przejściowymi i nie zakończonej kadencją utrwalającą.

## Modulacja właściwa
Polega na przygotowanej zmianie centrum tonalnego, utrwalonej w tonacji docelowej kadencją doskonałą lub zwodniczą i plagalną.
W systemie dur-moll modulacja dzieli się na trzy typy:
- modulacja diatoniczna
- modulacja chromatyczna
- modulacja enharmoniczna

## Zasady generalne

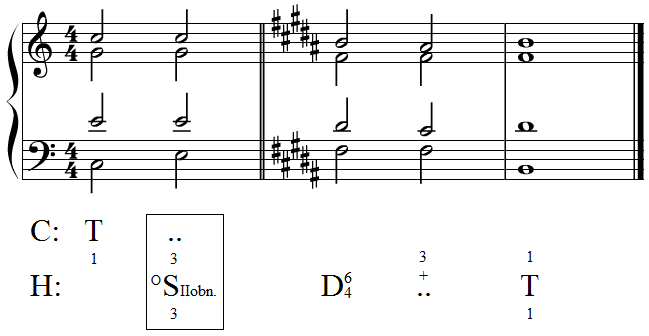
Przykład notacji modulacji diatonicznej z C-dur do H-dur

W celu zrealizowania modulacji należy ustalić, od jakiego akordu rozpocznie się przebieg harmoniczny w tonacji docelowej. Akord ten zwie się akordem wprowadzającym – powinien on posiadać w nowej tonacji funkcję dominanty badź subdominanty (dowolnego stopnia), nigdy zaś toniki; jego funkcja w tonacji wyjściowej jest dowolna.
Jeżeli akordem wprowadzającym jest dominanta, to używa się jej w postaci z septymą w basie, po czym wprowadza się tonikę lub molltonikę tonacji docelowej z tercją w basie i przechodzi do kadencji doskonałej. Jeżeli zachodzi ryzyko powtórzenia w kadencji doskonałej toniki tonacji wyjściowej (czego należy unikać), wprowadzająca do nowej tonacji dominanta powinna mieć w basie prymę, a w dalszym przebiegu należy użyć kadencji zwodniczej i plagalnej.
Jeżeli akordem wprowadzającym jest subdominanta (lub mollsubdominanta), to aby osiągnąć w dalszym przebiegu tonikę (lub molltonikę) z tercją w basie, subdominantę należy wyposażyć w dodaną sekstę w basie, a w następującej kadencji wielkiej doskonałej użyć subdominanty drugiego stopnia lub akordu neapolitańskiego.
Dla modulacji diatonicznej akord wprowadzający jest wspólny dla wyjściowej i docelowej tonacji. W przypadku modulacji chromatycznej pomiędzy ostatnim akordem w tonacji wyjściowej a akordem wprowadzającym zachodzi chromatyczna zmiana wysokości co najmniej jednego składnika. W przypadku modulacji enharmonicznej akord wprowadzający brzmi w systemie równomiernie temperowanym tak samo, jak akord go porzedzający, ale zachodzi pomiędzy nimi zmiana nazewnictwa co najmniej jednego składnika.
W zapisie ćwiczeń harmonicznych modulację zaznacza się ujmując oznaczenie funkcyjne akordu wprowadzającego oraz ostatniego akordu w tonacji wyjściowej w ramkę. Zazwyczaj również zmienia się znaki tonacji z wyjściowej na docelową.